# 跨區象棋
跨區象棋（Grid chess），為國際象棋變體，也用於國際象棋棋謎。

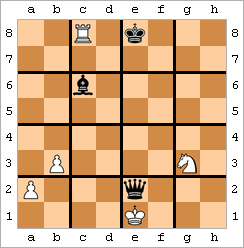
區域象棋殘局

## 遊戲規則
- 原先棋盤以每2*2格畫分，共十六各區域。
- 移動時，棋子必須離開原先區域。
- 其他依照正統的國際象棋規則[1]。